# Saladino de Achém
Saladino (em árabe: صلاح الدين; romaniz.: Salah ad-Din) foi o segundo sultão do Sultanato de Achém, reinando de 1530 a 1537/39. Era o filho mais velho de Ali Mugaiate Siá, o fundador do Sultanato de Achém. Seu reinado foi curto e Saladino foi tido como um líder fraco. Em 1537, as forças achenesas conduziram um ataque fracassado contra Malaca e por volta da mesma época, o sultão foi derrubado num golpe e substituído por seu irmão mais novo, Aladim Alcaar.